# Nemesia dubia
Nemesia dubia är en spindelart som beskrevs av O. Pickard-Cambridge 1874. Nemesia dubia ingår i släktet Nemesia och familjen Nemesiidae. Inga underarter finns listade i Catalogue of Life.